# Bubok
Bubok Publishing es una plataforma de autopublicación española fundada en 2008 especializada en autopublicación, tanto en contenidos digitales como en papel.

## Historia
Bubok nace con la idea de que el autor pueda publicar sus propios libros (edición de autor) u obras sin necesidad de un editor. Otras plataformas similares Lulu.com
En la actualidad mantiene acuerdos con entidades como la Biblioteca Nacional de España, El Ministerio de Justicia y la Fundación Germán Sánchez Ruipérez para la difusión de sus catálogos, y contribuye la democratización de la publicación de libros, así como a la investigación del impacto de las nuevas tecnologías en el mundo de la edición y la lectura, con eventos como el I Bookathon.
El 23 de abril de 2014, coincidiendo con la celebración anual de La Noche de los Libros, en Madrid, la editorial inauguró la Librería Bubok, un espacio dedicado a las publicaciones de autores noveles en la calle Paseo de las Delicias 23 en Madrid.

## Equipo
El equipo directivo actual de Bubok está formado por:

Sergio Mejías - CEO https://www.linkedin.com/in/sergiomejias/

Ruth Vicente - Directora financiera

Ana Cuervo - Directora editorial

Rafael Vega - Director técnico

## Autores autopublicados en Bubok
- Alberto Vázquez-Figueroa
- Carlos Goga
- Bahia Mahmud Awah
- José María Menéndez López
- María Consuelo Mariño Chantal
- Ana Laura Luna Jiménez, Nicolás González Cortés y Román Jiménez Vera
- Joan Mengual

## Premios Bubok
Los premios Bubok se han celebrado desde el año 2009, y en el año 2016 se va a celebrar su octava edición.
| Premio | Año  | Autor                                | Libro                     |
| ------ | ---- | ------------------------------------ | ------------------------- |
| 1º     | 2009 | Juan Julián Merelo Guervós           | lujoyglamour.net          |
| 2º     | 2010 | Juan Aparicio-Belmonte               | Mis seres queridos        |
| 3º     | 2011 | Carlos Santos Unamuno                | Cabello de Angel          |
| 4º     | 2012 | Ralph del Valle                      | Gnandelos (sin compasión) |
| 5º     | 2013 | José Manuel López Muñoz              | Tiempos de tristeza       |
| 6º     | 2014 | Phil Camino                          | Rehenes                   |
| 7º     | 2015 | Milagros del Corral , Oscar da Cunha | Mi infierno eres tú       |
| 8º     | 2016 | Félix Chacón                         | Segundas personas         |
| 9º     | 2017 | Vicente Papiol Palomo                | El colmado de Lamira      |
| 10º    | 2018 | Anne Aband                           | Una boda por contrato     |